# Puig dels Homes (Llers)
El Puig dels Homes és una muntanya de 211 metres que es troba al municipi de Llers, a la comarca catalana de l'Alt Empordà.